# Grevenbroich

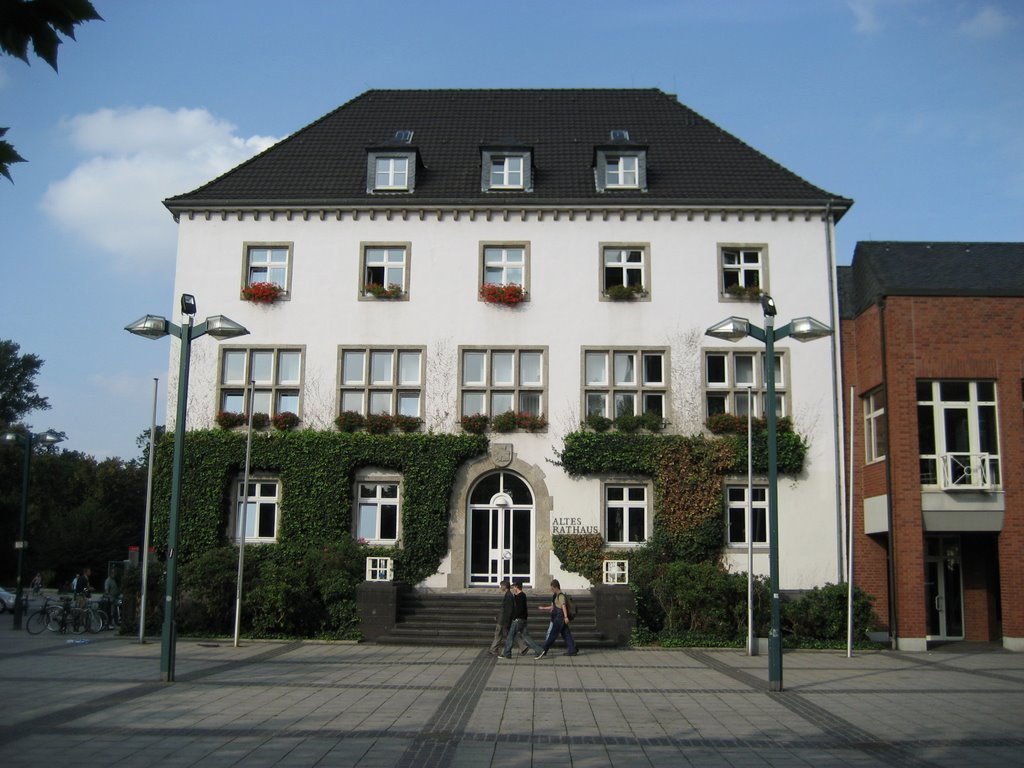
Grevenbroich Ratusz

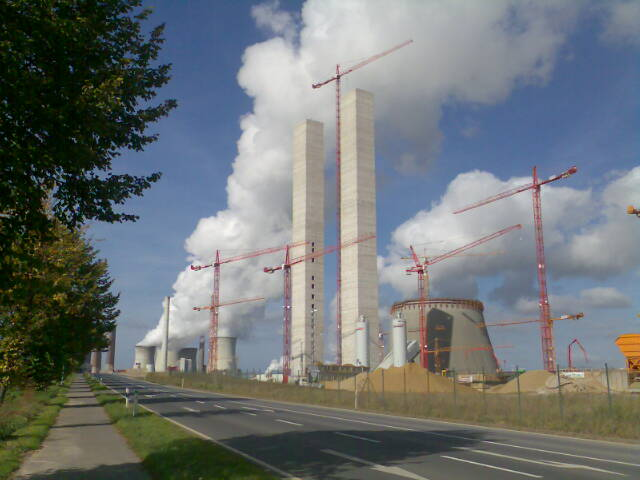
Budowa elektrowni Neurath

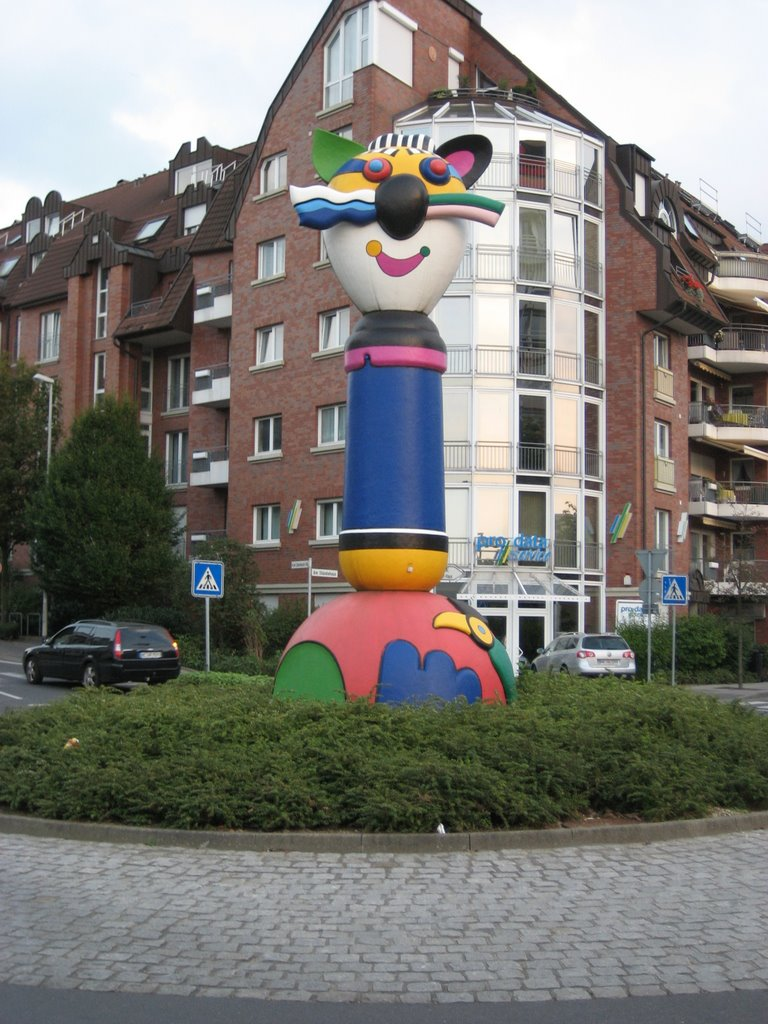
Grevenbroich

Grevenbroich [ˌgʁeːvn̩ˈbʁoːχ] – miasto powiatowe w Niemczech, w kraju związkowym Nadrenia Północna-Westfalia, w rejencji Düsseldorf, siedziba powiatu Rhein-Kreis Neuss. W 2010 liczyło 63 891 mieszkańców. Grevenbroich leży w trójkącie między miastami Düsseldorf, Kolonia, Mönchengladbach i znajduje się na 136. miejscu największych miast Niemiec (stan na 31.12.2009). Przez Grevenbroich przepływa rzeka Erft.
Wokół miasta odbywa się odkrywkowe wydobycie węgla brunatnego na potrzeby trzech elektrowni zlokalizowanych we Frimmersdorfie, Neurath i Niederaußem.

## Podział administracyjny
Dzielnice miasta: Allrath, Barrenstein, Busch, Elsen, Frimmersdorf, Fürth, Gilverath, Gindorf, Gruissem, Gubisrath, Gustorf, Hemmerden, Hülchrath, Kapellen, Laach, Langwaden, Mühlrath, Münchrath, Neuenhausen, Neubrück, Neu-Elfgen, Neukirchen, Neurath, Noithausen, Orken, Südstadt, Tüschenbroich, Wevelinghoven i Vierwinden.
Miejscowości sąsiadujące z Grevenbroich:
| Jüchen              | Korschenbroich | Neuss          |
| kopalnia odkrywkowa |                | Dormagen       |
| kopalnia odkrywkowa | Bedburg        | Rommerskirchen |

## Gospodarka
W mieście rozwinął się przemysł maszynowy, metalowy oraz materiałów budowlanych.

## Klimat
Średnia temperatura w styczniu wynosi +2 °C, w lipcu +18 °C. Przeciętna roczna temperatura wynosi +10 °C, dlatego też Grevenbroich należy do najcieplejszego regionu Niemiec. Śnieg, leżący parę dni należy tu do rzadkości.
Ponieważ elektrownie w Grevenbroich potrzebują wody do chłodzenia, woda w rzece Erft ma przeważnie podwyższoną temperaturę. Nawet zimą, jej temperatura nigdy nie spada poniżej +10 °C. Jesienią 1950 Erft została pogłębiona, tak aby mogła odbierać zwiększony odpływ wody z elektrowni cieplnej.
W pobliżu elektrowni zostały odkryte niezwykłe storczyki (kukawka i gółka długoostrogowa).

## Transport

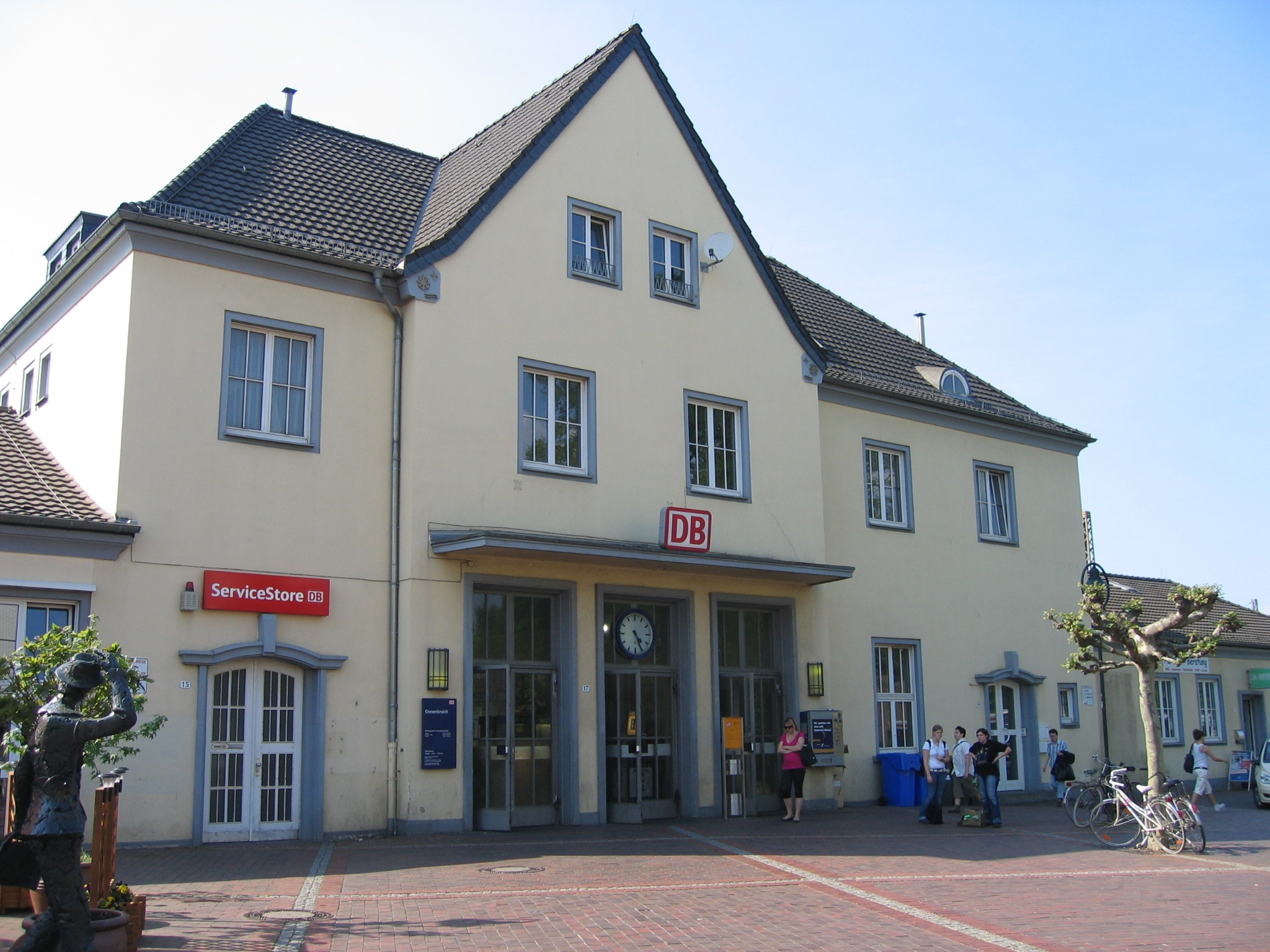
Stacja kolejowa Grevenbroich

Pasażerska stacja kolejowa w Grevenbroich znajduje się na linii kolejowej Kolonia–Grevenbroich–Mönchengladbach.

## Kultura

### Kino
- Grefi-Kino

### Muzea
- Villa Erckens
- Feld- und Werksbahnmuseum Oekoven e.V.

### Kąpieliska
Grevenbroich dysponuje basenami, jednym z nich jest
- Städt. Hallen- u. Freibad przy ul. Schloßstraße 1

### Parki
- park wokół starego zamku w Grevenbroich
- rezerwat Wildfreigehege Bend założony w 1975. Obejmuje 7 ha lasu między rzeką Erft a autostradą w Grevenbroich. W parku znajdują się różne zwierzęta. Są to m.in.: jeleń wschodni, daniel, muflon, dzik, owca domowa, osioł, koza domowa, nandu szare i ptactwo wodne.

## Media

### Stacje radiowe
- NEWS 89,4

## Religia
Obecność wielu grup religijnych jest rezultatem złożonej przeszłości miasta, w której Grevenbroich zamieszkiwały różne narodowości. Poza kościołami katolickimi w Grevenbroich znajdują się kościoły ewangelickie oraz meczet.

## Współpraca
Miejscowości partnerskie:
- Auerbach/Vogtl., Saksonia
- Celje, Słowenia
- Saint-Chamond, Francja